# Port lotniczy Masindi
Port lotniczy Masindi – port lotniczy zlokalizowany w ugandyjskim mieście Masindi. Obsługuje połączenia krajowe.